# Paspalum juergensii
Paspalum juergensii är en gräsart som beskrevs av Eduard Hackel. Paspalum juergensii ingår i släktet tvillinghirser, och familjen gräs. Inga underarter finns listade i Catalogue of Life.